# Škodinovac
Škodinovac falu Horvátországban Belovár-Bilogora megyében. Közigazgatásilag Đulovachoz tartozik.

## Fekvése
Belovártól légvonalban 47, közúton 55 km-re délkeletre, Daruvár központjától légvonalban 8, közúton 13 km-re északkeletre, községközpontjától légvonalban 9, közúton 11 km-re délnyugatra, Nyugat-Szlavóniában, a Papuk-hegység északnyugati lejtőin, az azonos nevű patak partján fekszik. Itt halad át a Barcs – Daruvár vasútvonal, melynek vasútállomása van a település északi részén.

## Története
A település már a 18. században létezett, de csak 1948-ban lett önálló Veliki Bastaji déli határrészéből. Nevét arról a patakról kapta, amely mellett fekszik. 1991-től a független Horvátország része. 1991-ben lakosságának 95%-a szerb nemzetiségű volt. A délszláv háború során kezdettől fogva szerb ellenőrzés alatt állt, 1991. november 14-én az Otkos-10 hadművelet során foglalták el a horvát Nemzeti Gárda alakulatai. 2011-ben 35 lakosa volt.

## Lakossága
| Lakosság változása | Lakosság változása | Lakosság változása | Lakosság változása | Lakosság változása | Lakosság változása | Lakosság változása | Lakosság változása | Lakosság változása | Lakosság változása | Lakosság változása | Lakosság változása | Lakosság változása | Lakosság változása | Lakosság változása | Lakosság változása |
| ------------------ | ------------------ | ------------------ | ------------------ | ------------------ | ------------------ | ------------------ | ------------------ | ------------------ | ------------------ | ------------------ | ------------------ | ------------------ | ------------------ | ------------------ | ------------------ |
| 1857               | 1869               | 1880               | 1890               | 1900               | 1910               | 1921               | 1931               | 1948               | 1953               | 1961               | 1971               | 1981               | 1991               | 2001               | 2011               |
| 0                  | 0                  | 0                  | 0                  | 0                  | 0                  | 0                  | 0                  | 132                | 157                | 147                | 98                 | 66                 | 62                 | 14                 | 35                 |